# Josepha Duschek
Josepha Duschek, född 6 mars 1754 i Prag, död där 8 januari 1824, var en böhmisk operasångare (sopran). Wolfgang Amadeus Mozart skrev Bella mia fiamma, addio för henne 1787.